# Алексеенко, Елена Лукьяновна
Елена Лукьяновна Алексеенко (укр. Олена Лук’янівна Алексєєнко; 1914—1984) — советский тренер по плаванию, Заслуженный тренер СССР (1964).

## Биография
Родилась в 1914 году в Севастополе.
Окончила Харьковский государственный институт физической культуры (ныне Харьковская государственная академия физической культуры).
В 1961—1969 годах работала тренером по плаванию 44-го спортивного клуба Черноморского флота и ДЮШ Гороно города Севастополя. С 1963 по 1969 годы являлась тренером сборной команды СССР.
В числе её воспитанников — Галина Прозуменщикова, завоевавшая первую для сборной СССР золотую олимпийскую медаль в плавании.
В 1965 году студией ЦСДФ (РЦСДФ) о Прозуменщиковой и Алексеенко был снят документальный фильм «ШКОЛЬНИЦА ИЗ СЕВАСТОПОЛЯ».
Умерла в 1984 году в Севастополе.

## Награды
- орден «Знак Почёта» (30.03.1965)